# Orientation
Orientation è il secondo EP della band finlandese Sonata Arctica, pubblicato in Giappone il 22 agosto 2001.

## Il minicd
Orientation segue il primo EP dei Sonata Arctica, chiamato Successor. Non avrà particolare successo, anche perché la sua distribuzione sarà limitata unicamente al Giappone, stato a cui, ormai, i Sonata Arctica sono particolarmente legati, dopo i vari tour (specie quello con i Stratovarius) ed il loro discreto successo nel popolo dell'impero del sol levante. La copertina è relativamente semplice: su uno sfondo violetto frammentato, appare il titolo.

## Tracce
Testi e musiche di Tony Kakko, fatta eccezione dove indicato, arrangiamenti dei Sonata Arctica.
1. Black Sheep – 3:42
2. Mary-Lou (acoustic version) – 5:05
3. The Wind Beneath My Wings (Bette Midler cover) – 4:44 (Henley, Silbar)
4. Die With Your Boots On (Iron Maiden cover) – 4:22 (Smith, Dickinson, Harris)
5. Wolf & Raven – 4:17 – Videoclip

## Formazione
- Tony Kakko - voce
- Jani Liimatainen - chitarra
- Tommy Portimo - batteria
- Marko Paasikoski - basso
- Mikko Härkin - tastiera

## Produzione
- Registrato al Tico Tico Studio, da Ahti Kortelainen.
- Mixato da Mikko Karmila ai Finnvox Studios.
- Masterizzato da Mika Jussila ai Finnvox Studios.